# Meddelelser om Grønland
 Der er for få eller ingen kildehenvisninger i denne artikel, hvilket er et problem. Du kan hjælpe ved at angive troværdige kilder til de påstande, som fremføres i artiklen.

Meddelelser om Grønland (engelsk: Monographs on Greenland) (MoG) er en videnskabelig monografiserie om Grønland etableret i 1878. Serien, der tæller 345 bind/1253 titler pr. 1.1. 2009, har siden 1878 publiceret international grønlandsforskning og ekspeditionsberetninger fra Grønland. MoG rummer såvel humanistisk/samfundsvidenskabelig forskning som naturvidenskabelige undersøgelser. Dette blev fremhævet i 1979 med indførelsen af de tre underserier Man & Society, BioScience og Geoscience. MoG er fortsat den egentlige serie og fungerer som en slags paraply for de tre underserier. De enkelte bind har derfor både et bindnummer i MoG-serien og i den respektive underserie.
Fra 2008 er serien overtaget af Museum Tusculanums Forlag på Københavns Universitet. Museum Tusculanums Forlag har til hensigt løbende at retrodigitalisere udvalgte bind i Meddelelser om Grønland | Monographs on Greenland samt tilgængeliggøre nye bind i serien digitalt. Disse online udgivelser af serien vil blive tilbudt på forskellige måder, fx til salg eller til leje eller som Open access (gratis) via forlagets website samt evt. andre platforme.
Meddelelser om Grønland | Monographs on Greenland udkommer årligt med gennemsnitligt to-tre bind med varierende priser.